# 沙漠の国の物語
『沙漠の国の物語』（さばくのくにのものがたり）は、倉吹ともえによる日本のライトノベル。イラストは片桐郁美が担当している。ルルル文庫（小学館）より2007年5月から2010年2月まで刊行された。第1回小学館ライトノベル大賞ルルル文庫部門大賞受賞作（受賞時のタイトルは「楽園の種子」）。

## ストーリー
沙漠の聖地「カヴル」に住む天真爛漫な男装の少女、ラビサと、かつて旅団であったことで心に闇を抱える青年ジゼットの物語。ラビサは水をもたらす聖なる植物「シムシム」を植えるに相応しい町を探すため、「シムシムの使者」として旅をすることになる。

## 登場人物
声は「〜楽園の種子〜」初回限定特装版付属ドラマCDのもの。
ラビサ
声 - 皆川純子
主人公。16歳の男装の少女。沙漠の聖地カヴルで育った。太陽色の髪と瞳を持つ。水の恵みをもたらす聖なる樹・シムシムの育つ町を探す使者として旅に出る。ジン使いだが、ジゼットに言われるまで本人は気づいていなかった。砂嵐の町を解放する時、風のイフリート“ファジル”と契約をし、イフリート憑きとなる。使者の旅を終えた後は、園丁見習いとして元砂嵐の町タラスファルへ派遣される。
ジゼット
声 - 浪川大輔
19歳の青年。ジンが見える。剣の達人。夜色の瞳を持つ。一見明るいがクールな面もある。使者であるラビサを故郷である砂嵐の町へ導くために旅を共にする。月夜という異名を持つ元砂嵐旅団員だが、見解の違いから脱走した。人一倍臆病で、サソリが苦手。段々と天真爛漫なラビサに惹かれていく。
カヤル
声 - 保志総一朗
　20歳の青年。砂嵐旅団の頭領。灰色の長い髪をしている。自分よりも臆病なのに自分よりも剣の腕が立ち、ジンを見る目が良いジゼットを嫌っている。使者とジゼットを捕らえるため、人外のもの・シャイターンと契約をしてしまう。誰よりも故郷を想っている。ジゼットとの闘いに敗れる。

## 既刊一覧
- 倉吹ともえ（著） / 片桐郁美（イラスト） 『沙漠の国の物語』 小学館〈ルルル文庫〉、全9巻
  1. 「〜楽園の種子〜」2007年5月24日発売[2]、ISBN 978-4-09-452011-8 / ISBN 978-4-09-452013-2（初回限定特装版）
  2. 「〜風はさらう〜」2007年11月1日発売[3]、ISBN 978-4-09-452031-6
  3. 「〜水面に咲く花〜」2008年2月1日発売[4]、ISBN 978-4-09-452051-4
  4. 「〜星のしるべ〜」2008年10月1日発売[5]、ISBN 978-4-09-452083-5
  5. 「〜眠れる望楼〜」2008年12月27日発売[6]、ISBN 978-4-09-452097-2
  6. 「〜あざなわれし者〜」2009年4月28日発売[7]、ISBN 978-4-09-452107-8
  7. 「〜暗夜流々〜」2009年7月1日発売[8]、ISBN 978-4-09-452117-7
  8. 「〜鋼の旋律〜」2009年10月30日発売[9]、ISBN 978-4-09-452134-4
  9. 「〜かさなる輝跡〜」2010年2月26日発売[10]、ISBN 978-4-09-452147-4